# Wu Zhihui
Wu Zhihui (chiń. upr. 吴稚晖; chiń. trad. 吳稚暉; pinyin Wú Zhìhuī; ur. 25 marca 1865 w Wujin, zm. 30 października 1953 w Tajpej) – chiński filolog, filozof oraz działacz anarchistyczny. Przewodniczący działającej w latach 1912–1913 Komisji Unifikacji Wymowy, która była odpowiedzialna za opracowanie fonetycznego pisma bopomofo.
Według historyka Petera Zarrowa, Wu oraz Liu Shipei, który to kierował anarchistyczną grupą w Tokio, są „najważniejszymi chińskimi teoretykami anarchizmu”.

## Życiorys

### Młodość
Urodził się w biednej rodzinie w Wujin, w prowincji Jiangsu jako Wu Tiao (chin. 吳朓; Wú Tiǎo). Był wybitnym bardzo dobrym uczniem, udało mu się w 1891 zdać urzędnicze egzaminy drugiego stopnia i otrzymać tytuł juren. Następnie pracował w szanghajskiej szkole. W 1903 wywołał poruszenie swoim artykułem zamieszczonym w gazecie Subao, w którym skrytykował rządy dynastii Qing oraz wyśmiał ówczesną cesarzową Cixi, nazywając ją „zwiędłą starą wiedźmą” oraz „dziwką”.

### Emigracja
Po tym incydencie Wu uciekł przez Hongkong do Londynu. Jego oficjalny status pozwolił mu podróżować i mieszkać w Szkocji i we Francji. W Edynburgu uczęszczał na wykłady uniwersyteckie. Jeszcze 1903 pojechał do Paryża, gdzie odnowił przyjaźń z Li Shizengiem, synem wysokiego urzędnika, którego poznał w Pekinie, oraz ze Zhangiem Renjie, synem zamożnego kupca. Trzej młodzi uczeni, mimo że dobrze zaznajomieni w konfucjańskiej filozofii, która zdominowała chińską myśl, byli pod wrażeniem doktryny anarchizmu, który rozkwitał we Francji. Wraz z Li i Zhang założył Shijie She (Światowe Towarzystwo), które stało się centrum myśli anarchistycznej przez kilka dziesięcioleci.
W 1905 cała trójka dołączyła do Tongmenghui, prekursora Kuomintangu. W kolejnym roku Wu zadeklarował się jako anarchista. W późniejszym okresie założył takie wpływowe organizacje rewolucyjne jak Towarzystwo Rozwoju Moralności i nadzorował radykalne czasopisma, takie jak Nowa Era czy Praca, będącej pierwszą syndykalistyczną gazetą w Chinach. Promował naukę, racjonalizm, reformę językową i zniesienie instytucji małżeństwa. Jego idee, na tamte czasy, były rewolucyjne. Sam Wu szacował, że osiągnięcie wizji utopijnego społeczeństwa zajmie 3000 lat. Wśród uczniów Wu znajdowała się spora grupa anarchistów, a także przyszłych komunistów.

### Powrót do Chin
Po powrocie do Chin w 1912 Wu, Li, Wang Jingwei oraz Zhang Ji założyli Towarzystwo Rozwoju Moralności (chin. 進德會; Jinde hui), znane również jako „Osiem Punktów” lub „Stowarzyszenie Ośmiu Zakazów” (chin. 八不會; Babu hui). Wu uważał, że nowej Republice nie może zagrażać społeczna dekadencja panująca za późnej dynastii Qing, która objawiała się poprzez hazard (madżonga), wieczory kawalerskie czy zaślubianie drugiej żony. Zgodnie z anarchistycznymi zasadami, w Towarzystwie nie funkcjonowało stanowisko prezydenta ani żadnego innego wyższego urzędnika, nie było regulacji prawnych ani środków do ich egzekwowania oraz żadnych opłat i kar pieniężnych. Jednak każdy z poziomów członkostwa wiązał się z coraz bardziej rygorystycznymi wymaganiami. „Członkowie wspierający”, czyli osoby na wstępnym poziomie, nie mogli korzystać z usług prostytutek oraz uprawiać hazardu. „Członek powszechny” godził się już np. nie żyć w konkubinacie. Na kolejnym poziomie, członek nie mógł aspirować na posadę urzędnika państwowego, członka parlamentu oraz nie mógł palić. Na najwyższym poziomie, członek Towarzystwa zobowiązywał się do niepicia alkoholu i niejedzenia mięsa.
Nie chcąc sprawować urzędu, Wu zaakceptował propozycję Cai Yuanpeia dołączenia do komisji ds. reform językowych, rozpoczynając pracę nad fonetycznym systemem do pisania, który miał zastąpić regionalne dialekty. Prace komisji zakończyły się stworzeniem fonetycznego pisma bopomofo, które jest do dzisiaj szeroko stosowane. W czerwcu 1913, Wu stał się jednym ze współzałożycieli gazety Gonglun (chin. 公论; pol. Opinia Publiczna). Kiedy natomiast w 1913 siły kierowane przez Sun Jat-sena, który chciał obalić reżim Yuan Shikaia, przegrały w czasie drugiej rewolucji, Wu oraz Li Shizeng dla bezpieczeństwa wyjechali ponownie do Francji. Tam założyli Uniwersytet Lyon-Francja i rozpoczęli działalność Pracowniczego Ruchu Badawczo-Rozwojowego, który był serią programów kierowanych do chińskich studentów chcących pobierać nauki we Francji i Belgii. Mogli oni podjąć pracę w fabryce, dzięki czemu byli zdolni opłacić studia w obu europejskich państwach. Programy te były organizowane w latach 1912–1927, w dużej mierze przez grupę chińskich anarchistów.
W latach 20. XX w. Wu, razem z Li Shizengiem, Zhangiem Renjie i Cai Yuanpeiem, stanowili tzw. „Czwórkę Starszych” w Kuomintangu i prowadzili antykomunistyczną kampanię, która doprowadziła do opuszczenia partii przez komunistów i wsparcia Czang Kaj-szeka. Wu jednak, zgodnie ze swoimi anarchistycznymi zasadami, odmówił przyjęcia jakiegokolwiek urzędniczego stanowiska.
Postawa chińskich anarchistów zakładała włączenie się w walkę narodowowyzwoleńczą i uznaniu nacjonalizmu za coś koniecznego, torującego drogę anarchizmowi. Anarchiści chińscy widzieli w nacjonalizmie niezbędny krok do urzeczywistnienia ideałów anarchokomunistycznych. Pogląd ten bazował na postrzeżeniu, iż utworzenie państwa narodowego stanowi wyraz walki antyimperialistycznej, co z kolei stanowi warunek wstępny do powstania przyszłego anarchistycznego społeczeństwa. Z drugiej strony, część chińskich anarchistów w sojuszu z nacjonalistami widziała wyłącznie taktyczny wybieg dający dostęp do ich zasobów.
Kiedy w 1943 zmarł Lin Sen, przewodniczący Rady Narodowej, Czang Kaj-szek zaproponował Wu owo stanowisko. Ten jednak odmówił, pisząc do przywódcy Kuomintangu tzw. „potrójne nie”:
- Zazwyczaj noszę bardzo codzienne ubrania, a głowy państwa noszą smokingi. Czułbym się nieswojo.
- Moja brzydka twarz, jak wielki szok.
- Moi ludzie uwielbiają się śmiać. Patrząc na coś zabawnego, śmieję się. Gdyby zagraniczni dyplomaci dostarczali kredencjały, nie mógłbym im pomóc, a jedynie się od śmiać. To nie byłoby przyzwoite.

### Wyjazd na Tajwan i śmierć
W 1946 Wu został wybrany do Zgromadzenia Narodowego, które przygotowało nową konstytucję. W 1949 roku wraz z rządem republiki ewakuował się na Tajwan, gdzie został nauczycielem Chiang Ching-kuo, syna Czang Kaj-szeka. Zmarł 30 października 1953 w Tajpej.